# Nordgrippium
| ❮ | System        | Serie      | Stufe              | ≈ Alter (mya) |
| - | ------------- | ---------- | ------------------ | ------------- |
| ❮ | Q u a r t ä r | Holozän    | Meghalayum         | 0 ⬍ 0,004     |
| ❮ | Q u a r t ä r | Holozän    | Nordgrippium       | 0,004 ⬍ 0,008 |
| ❮ | Q u a r t ä r | Holozän    | Grönlandium        | 0,008 ⬍ 0,012 |
| ❮ | Q u a r t ä r | Pleistozän | Tarantium          | 0,012 ⬍ 0,126 |
| ❮ | Q u a r t ä r | Pleistozän | Ionium (Chibanium) | 0,126 ⬍ 0,781 |
| ❮ | Q u a r t ä r | Pleistozän | Calabrium          | 0,781 ⬍ 1,806 |
| ❮ | Q u a r t ä r | Pleistozän | Gelasium           | 1,806 ⬍ 2,588 |
| ❮ | früher        | früher     | früher             | älter         |

Das Nordgrippium bzw. Northgrippium ist die mittlere Stufe des Holozäns. Es wurde im Juni 2018 zusammen mit dem vorhergehenden Grönlandium und dem folgenden Meghalayum von der ICS offiziell eingeführt. Der Name des Zeitalters ist nach dem grönländischen Bohrprojekt NorthGRIP inspiriert, durch welches auch das untere GSSP definiert wurde (NorthGRIP1 Kern in 1228,67 m Teufe, 75.1000°N 42.3200°W). Die Stufe begann 8.276 BP, in der Nähe der Misox-Schwankung, und endet 4.200 BP mit dem Beginn des Meghalayum, in der Nähe des 4,2-Kilojahr-Ereignisses.